# Le Temps des erreurs
Le Temps des erreurs (en arabe : ﺯﻣﻦ الأخطاء Zaman al-ʾAḵṭāʾ) est une œuvre de l'écrivain Mohamed Choukri (l'un des écrivains marocains de langue arabe), parue en 1992 à Rabat. Le Temps des erreurs fait suite au Pain nu, il présente le réel de la vie de Mohamed Choukri à partir de l’adolescence : la misère, la pauvreté, la violence de la vie, les prostituées et les bars, le despotisme ainsi que quelques souvenirs d'enfance. 
Ce roman a été traduit en langue française par Mohamed El Ghoulabzouri en 1994. Il reçut le prix de l'amitié franco-arabe en 1995.

## Résumé
L'auteur raconte son adolescence, période à laquelle il prend conscience que la liberté passe par la connaissance et le savoir. À vingt ans, il décide d'apprendre à lire, écrire et compter afin d'en finir avec sa situation de marginal. Malgré sa réussite et son entrée à l'école des instituteurs, il continue à traîner dans les bas-fonds et évoque ses errances.